# Így alakult
Az Így alakult Sztevanovity Zorán tizenegyedik, 2001. szeptember 17-én megjelent szólóalbuma.

## A lemez
A lemez a Tom-Tom Stúdióban készült Presser Gábor, Sipeki Zoltán és Zorán zenei rendezésében, és a Universal Music kiadónál jelent meg 2001-ben.
Zorán korábbi lemezeitől különbözik abban, hogy nem csak lírai, filozofikus dalokat találunk rajta: a dalszövegek szokatlanul erős, gúnyos hangot ütnek meg, és a 2001-es közhangulatot tükrözve aktuálpolitikai témákat is feszegetnek. A megszokott – Presser Gábor kezét dicsérő – gazdag hangszerelés mellett érdekes színfolt, hogy Zorán délszláv népzenei elemeket is vegyít a dalokba.

## Közreműködők
- Paczári Károly – hangmérnök
- Presser Gábor – hangszerelés, zongora, billentyűs hangszerek, autoharp, harmonika, szájharmonika, ütőhangszerek, vokál
- Sipeki Zoltán – akusztikus és elektromos gitárok, mandolin
- Horváth Kornél – ütőhangszerek
- Borlai Gergő – dob
- Nádasi Veronika, Óvári Éva, Korom Attila, Kovács Péter – vokál
- Lantos Zoltán – hegedű (Így alakult, Sohase higgyetek a szemeteknek)
- Holló Aurél (Amadinda) – vibrafon (Mondd, hogy mindig így lesz majd)
- Fekete Kovács Kornél – trombita (Utolsó cigaretta, Mondd, hogy mindig így lesz majd)

## Dalok
Az összes dalt Presser Gábor és Sztevanovity Dusán írta.
1. Így alakult – 4:44
2. Kabát dal – 3:20
3. Sohase higgyetek a szemeteknek – 4:12
4. Nincs más – 3:33
5. Az én időmben – 3:03
6. Meddig fáj még? – 5:48
7. Az a hosszú asztal – 3:38
8. Utolsó cigaretta – 4:05
9. Mondd, hogy mindig így lesz majd – 8:50
10. Ezer alakban – 2:44

Teljes játékidő: 43:57

## Külső hivatkozások
- Zorán honlapja